# Mimi Mercedez
Mimi Mercedez (in serbo Мими Мерцедез?), pseudonimo di Milena Janković (in serbo Милена Јанковић?; Belgrado, 23 novembre 1992), è una rapper e cantante serba.

## Biografia
Mimi Mercedez ha esordito nell'industria discografica con l'album in studio Našminkam se i pravim haos, pubblicato nel 2016 dalla divisione serba della Universal. Sono seguiti quattro LP, Kuma (2018) e Stara Mimi (2018), Mržnja (2019) e Frka u svemiru (2023).
Nel gennaio 2023 ha condotto a fianco di Voyage la Music Awards Ceremony. Ha conseguito il suo primo ingresso nella Croatia Songs di Billboard con Tokyo Drift (2024), una collaborazione con Grše arrivata al 2º posto.
Mimi Mercedez è stata selezionata come una dei trenta partecipanti a Pesma za Evroviziju, il processo di selezione serbo per l'Eurovision Song Contest 2025, con l'inedito Turbo žurka; dopo aver superato le semifinali, si è qualificata per la finale, dove è arrivata quinta.

## Discografia

### Album in studio
- 2016 – Našminkam se i pravim haos
- 2018 – Kuma
- 2018 – Stara Mimi
- 2019 – Mržnja
- 2023 – Frka u svemiru

### EP
- 2016 – Napaljene uličarke
- 2018 – Singlovi
- 2020 – 2020
- 2023 – Sped Ups Vol. 1

### Raccolte
- 2021 – Stil života

### Singoli
- 2018 – Gerila
- 2019 – Svet se vrti oko nas (feat. Stoja)
- 2019 – Zvuci Sirena
- 2019 – Stil života
- 2020 – Nadal (Bogi Bez)
- 2020 – Zla Riba
- 2020 – Džungla
- 2020 – Pumpajte
- 2021 – Podivljam
- 2021 – Viva mais (con Tam)
- 2022 – Ratatata (feat. Marlon Brutal)
- 2022 – Tik tak (feat. Mili)
- 2023 – Simp
- 2023 – Dajivé komì (feat. Seksi)
- 2023 – Kleopatra
- 2023 – Patike za trčanje
- 2024 – Tokyo Drift (con Grše)
- 2024 – Friki (con Bejbi Motorola)
- 2024 – Blindiran (con Rouzi)
- 2025 – Turbo žurka